# Obersee (Lanke)
Der Obersee ist ein infolge der letzten Eiszeit in einer Schmelzwasserrinne entstandener natürlicher See in der Gemeinde Wandlitz. Am Ostufer des langgestreckten Sees liegt der Ortsteil Lanke der Gemeinde Wandlitz, am Westufer der Ortsteil Ützdorf. Hier ist er über ein Fließ mit dem Liepnitzsee verbunden, bei Lanke geht er in den Hellsee über.

## Beschreibung
Der See, ein Bereich in der sogenannten „Frankfurter Eisrandlage“ erstreckt sich in West-Ost-Richtung auf einer Länge von 740 Metern bei einer Breite zwischen 120 und 230 Meter. Das Wasser des Sees ist klar, jedoch trüben Einträge durch herabfallendes Laub, durch umgestürzte und vermodernde Bäume aber auch durch die zahlreichen Badegäste im Sommer das Wasser ziemlich stark. Die Sichttiefe wird von Tauchern und Anglern mit rund zwei Metern angegeben, ab etwa vier Meter ist kaum mehr ein Wasserbewohner zu finden. Die Uferzone im See ist sandig, seine Landzonen sind dicht mit Büschen und Bäumen bestanden und an vielen Stellen steil abfallend. Parallel zum Südrand verläuft die Landesstraße L29. Hoch über dem östlichen Ende des Sees befindet sich die Oberseebrücke, über die die Bundesautobahn A11 geführt wird.

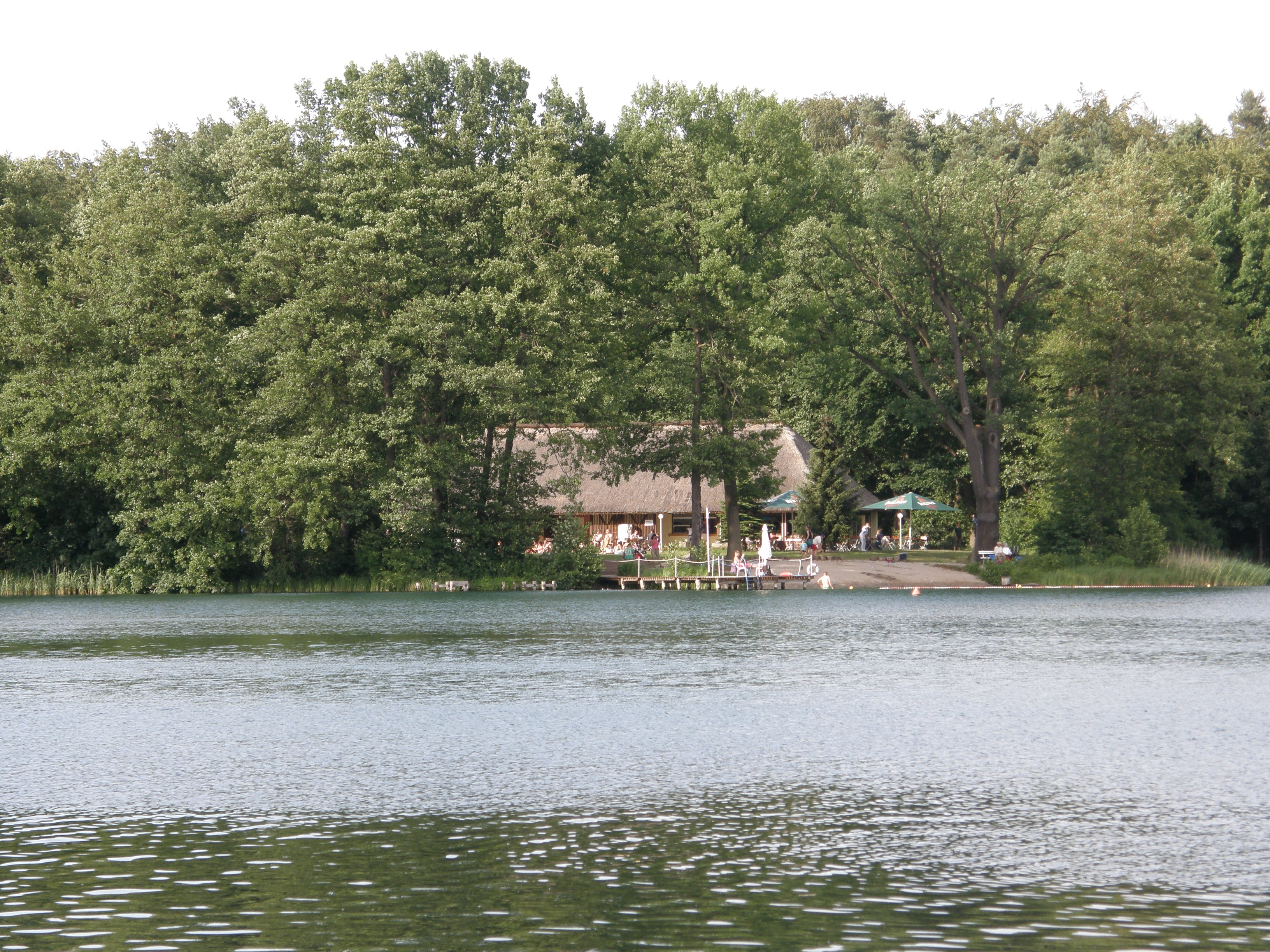
Blick auf die Freibadeanstalt

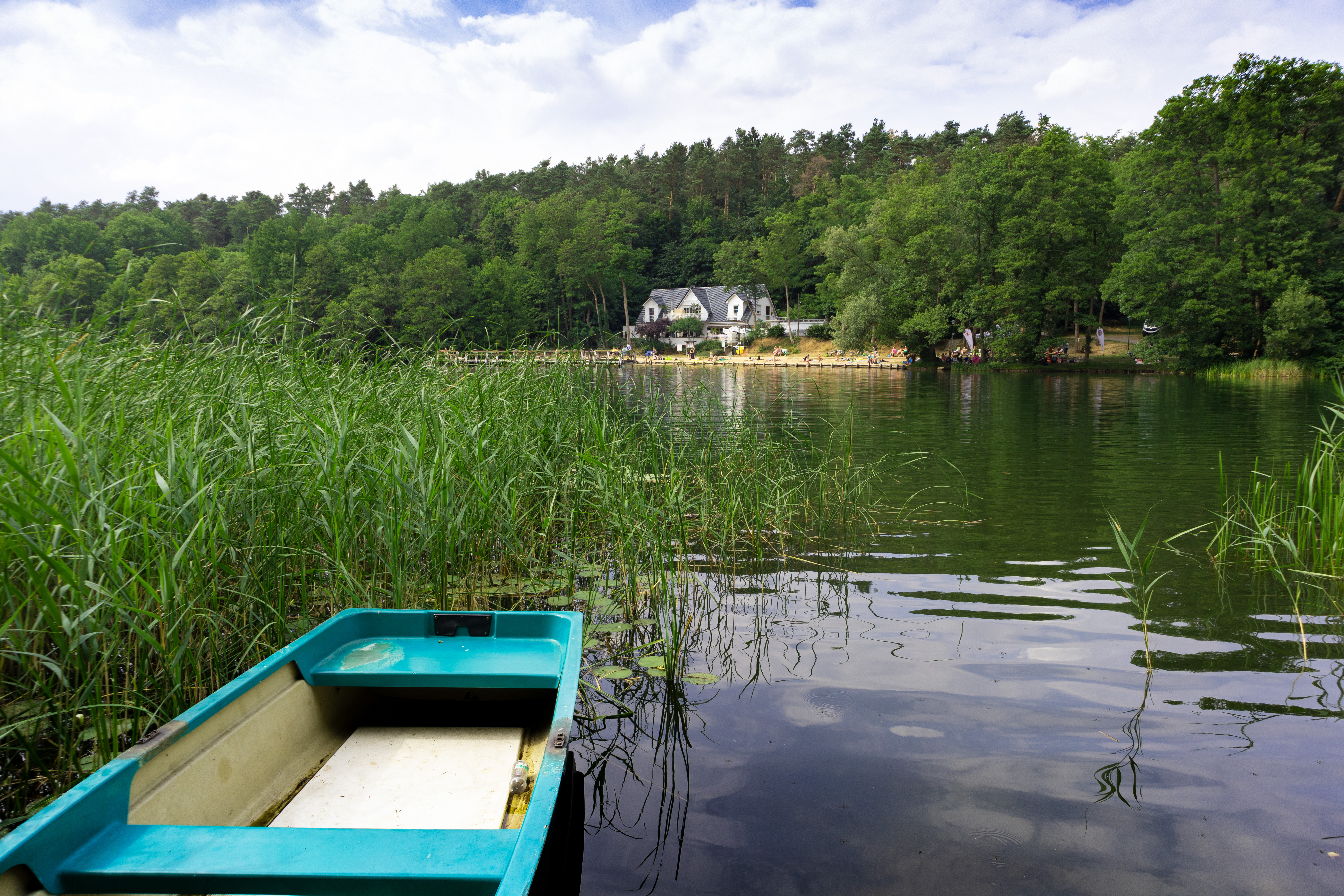
Obersee in Lanke, Blick vom Restaurant Seeschloss aus

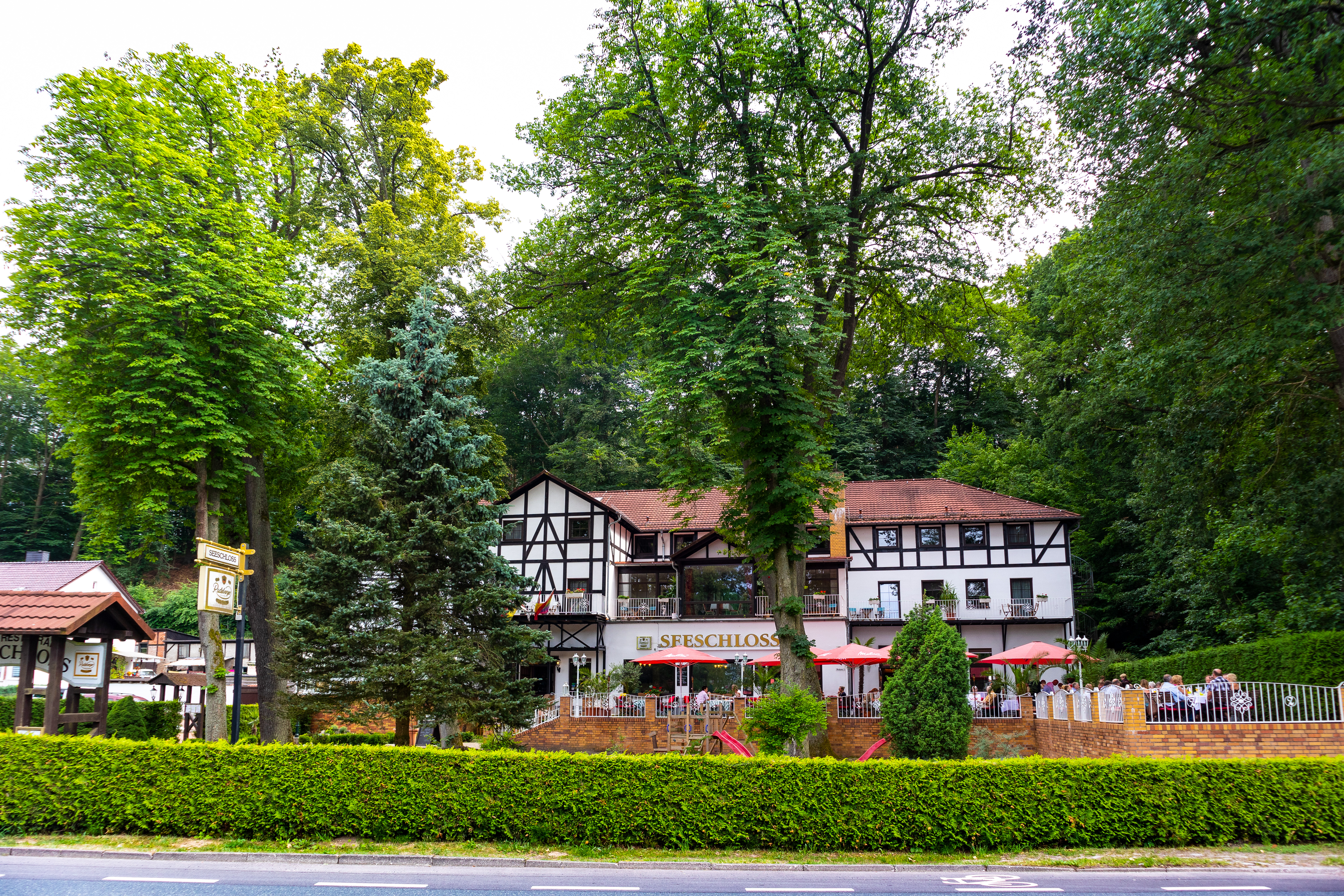
Lanke (Barnim), Restaurant Seeschloss

Am Nordwestufer gibt es eine offizielle Badestelle mit einem Strandcafé und einem Badesteg. Der Betreiber vermietet auch Ruder- und Paddelboote.
Der Obersee ist im Besitz der Seenfischerei Prenden (Inhaber Ch. Bartel; Stand im Jahr 2011). In früheren Jahrhunderten befand er sich im Eigentum der Adelsfamilie von Sparr, auch der Stadt Berlin, die jeweils Fischereirechte damit vergaben.

## Flora und Fauna
Im Uferbereich finden sich fast alle einheimischen Baumarten wie Kiefern, Eichen, Birken, Buchen oder Erlen. Im seichten Wasser haben sich verschiedene Schilfarten und Teichrosen angesiedelt.
Zum Fischbesatz des Obersees gibt es widersprüchliche Angaben, Angler berichteten über Hechte und Zander, Schleie, Barsche, Plötzen und auch einige Karpfen und Welse. Taucher meinen dagegen, dass hier kaum Fische schwimmen. Aber Krebstiere, Muscheln und Libellen sind hier auch heimisch. Auf dem Wasser fühlen sich Enten, Blässhühner und Graureiher wohl. Die Uferzonen bieten Lebensräume für zahlreiche Amphibien.